# Two notes Audio Engineering
Two notes Audio Engineering est une marque déposée de matériel musical et de logiciels professionnels destinés aux guitaristes, bassistes, ingénieurs du son studio et live, fabriqués par la société Orosys, localisée à Saint-Gély-du-Fesc en périphérie de Montpellier. 
La marque est spécialisée dans la conception de Loadbox numérique, simulateurs d'enceintes et logiciels de musique assistée par ordinateur. Des musiciens et ingénieurs du son notoires comme Richard Zven Kruspe (guitariste du groupe Rammstein et Emigrate), Norbert Krief (guitariste de Trust et de Johnny Hallyday), Robin Le Mesurier (guitariste de Rod Stewart et de Johnny Hallyday), Pete Thorn (qui accompagne notamment Mylène Farmer), Eero Heinonen (bassiste de The Rasmus), Jeff Loomis (guitariste de Nevermore) ou encore Buck Dharma (guitariste de Blue Öyster Cult) utilisent des produits Two notes Audio Engineering en live et en studio.

## Histoire

### Débuts (2004-2008)
La société Orosys et sa marque Two notes Audio Engineering sont créés en 2008 par Guillaume Pille, docteur en électronique et musicien passionné, avec la volonté de mettre sur le marché de la musique assistée par ordinateur une gamme de matériel de musique innovante et unique en son genre permettant la prise de son silencieuse d’amplificateurs guitare et basse avec une qualité professionnelle. C'est au salon 2006 de l'Audio Engineering Society que Guillaume Pille présente la première mouture, sous forme logicielle, de cette nouvelle technologie de Loadbox avec simulateur de haut-parleur, basée sur ses recherches sur la convolution numérique et le traitement du signal audio, qui offre la possibilité de faire de la prise de son en silence, quelle que soit l'acoustique de la pièce, sans perdre en dynamique et en définition sonore. 
L'année suivante, au salon du SIEL, à Paris, Two notes, qui s'appelle alors Ellipse Audio, soumet à l'oreille des critiques le prototype de la version hardware de son simulateur de haut parleur guitare et basse. Lauréat du concours régional d'aide à la création d'entreprises de technologies innovantes, Guillaume Pille se voit remettre le 14 octobre 2008, par le préfet Cyrille Schott, un diplôme et une dotation pour ses recherches. 

### Sortie du Torpedo VB-101 (2008)
Après quatre années de recherches pour reproduire les signatures sonores des enceintes les plus prisées des musiciens, l'équipe de Two notes crée fin 2008 le VB-101, une Loadbox qui permet de brancher une tête d'ampli guitare ou basse sans enceinte, couplée à un simulateur d’enceintes et à des effets studio au format rack 19' 2U. La commercialisation du produit rencontre du succès chez les musiciens, ingénieurs du son et les journalistes de la presse spécialisée qui saluent autant ses qualités sonores que la possibilité de réunir dans un petit rack 2U de 7,5 kg une quinzaine de simulations d'enceintes (une cinquantaine en 2014 avec les mises à jour en ligne), 8 simulations d'amplification de puissance et 8 simulations de microphones. 
Pour le journaliste Tanneguy Bramaud, du magazine Guitare Xtreme : « le Torpedo VB-101, est en passe de devenir un instrument incontournable dans le monde des preneurs de son, ainsi que chez les guitaristes et bassistes fatigués de transporter un imposant back-line. » Des propos confirmés par des musiciens notoires comme Ahrue Luster (guitariste de Ill Niño, ex-membre de Machine Head), ou encore Eero Heinonen (bassiste de The Rasmus).

### Développement et succès (2010-2012)
En 2010, Two notes reçoit le Best of NAMM Award 2010 pour le Torpedo VB-101, et étend ses fonctionnalités en lançant le Torpedo VM-202 qui, comme son grand frère, reçoit pléthore d'éloges de la part du milieu professionnel de la musique : pour Éric Chautrand de KR Keyboards Recording par exemple, le VM-202 « sait à lui seul magnifier toute source audio le traversant pour finalement, l’enregistrer ou la diffuser » et « le ressenti est impressionnant de qualité, de variété, de réalisme. »
Guillaume Pille et son équipe continuent d'innover en 2011 avec la sortie du logiciel PI-101, nouvel outil pour les guitaristes, bassistes et ingénieurs du son, qui pour Éric Chautrand, de Guitar Part Magazine et KR Home Studio Magazine, offre une simulation logicielle d'ampli de puissance, de haut-parleur et de microphones de reprise incomparables du point de vue de la qualité et de l'ergonomie,. Dans l'optique de proposer aux musiciens des solutions matérielles haut de gamme de plus en plus légères et ergonomiques, Two notes lance en 2012 deux produits destinés à la scène : le Torpedo Live, au format rack 19' 1U, et le Torpedo C.A.B. (Cabinet in a Box) au format pédale d'effet. Les deux produits reprennent les principales caractéristiques de leurs prédécesseurs, le VB-101 et le VM-202, dans une forme plus compacte et plus facilement transportable en tournée. 
Pour Tom Quayle, de Guitar Interactive Magazine : « Le Torpedo Live est le genre de produit qui, une fois essayé, vous fait vous demander comment vous avez pu vous en passer jusque-là. » Pour Frank Ernould de Sono Magazine, grâce aux produits Two notes : « plus besoin d'une pièce d'acoustique convenable pour enregistrer, plus besoin de micro, plus besoin de faire du bruit, même pour obtenir les saturations les plus déchirantes... Appréciable en home studio (reamping en cabine de mixage) mais aussi en live, les ingénieurs du son façade étant de plus en plus intolérants sur la pollution du son salle par ce qui se passe sur la scène, les amplis de guitare étant de sérieuses nuisances potentielles. » Quant au Torpedo C.A.B., il est, pour Benoît Navarret de Guitar Part Magazine, « plus réaliste que ce que proposent encore aujourd'hui certains logiciels » et incomparable du point de vue de la qualité sonore, de l'ergonomie et de l'interface logicielle.

### Retour en studio (depuis 2013)
En 2013, Two notes reprend les chemins des studios d'enregistrement et home-studios en commercialisant le Torpedo Reload et en annonçant la sortie du Torpedo Studio pour 2014. Présenté au NAMM 2013 en tant que prototype, le Torpedo Reload est sélectionné au NAMM 2014 par Premier Guitar parmi les meilleures nouveautés. Pour Alexandre Criado du webzine Guitariste.com, le Torpedo Reload, qui "pourrait vite devenir un standard absolu" est "un outil pointu destiné à des utilisateurs qui veulent pousser à l'extrême les possibilités et la qualité de la prise de son de leur ampli, en toute situation, home studio, live, studio."

## Produits

### Loadbox
- Torpedo VB-101: Digital Loadbox, simulateur de haut-parleur et effets studio
- Torpedo Live : Digital Loadbox professionnelle avec simulation d’enceinte et de prise de son
- Torpedo Reload : Loadbox et atténuateur de puissance, DI, replay, reamping.
- Torpedo Studio : Digital Loadbox, simulateur de Haut-Parleur et effets studio

### Simulateurs de Haut-Parleur
- Torpedo VM-202 : double simulateur d’ampli de puissance, simulateur de Haut-Parleur et effets studio
- Torpedo C.A.B. : simulateur de Haut-Parleur au format pédale
- Torpedo C.A.B. M : simulateur de Haut-Parleur au format pédale, contrôlable via Bluetooth

### Préampli à lampes
- LeClean : préampli à lampe pour guitare, au format pédale, proposant 2 canaux indépendants (« ultra clean » et overdrive classique).
- LeCrunch : préampli à lampe pour guitare, au format pédale, proposant 2 canaux indépendants (un clair de type Plexi et un plus puissant pour le rock).
- LeLead : préampli à lampe pour guitare, au format pédale, proposant 2 canaux indépendants (un clair ou léger crunch, idéal pour le blues, et un typé métal moderne).
- LeBass : préampli à lampe pour basse, au format pédale, proposant 2 canaux indépendants (un clair avec une bonne réponse et un plus punchy)

### Logiciels
- Torpedo PI-101 : simulateur de HP avec miking numérique
- Torpedo Wall of Sound : simulateur de HP avec miking numérique
- Torpedo BlendIR : Laboratoire de Réponse impulsionnelle (IR) qui permet de capturer un couple enceinte + micro et de mixer ensemble jusqu’à 8 Réponses Impulsionnelles.
- Torpedo Remote : logiciel de pilotage USB des produits Torpedo

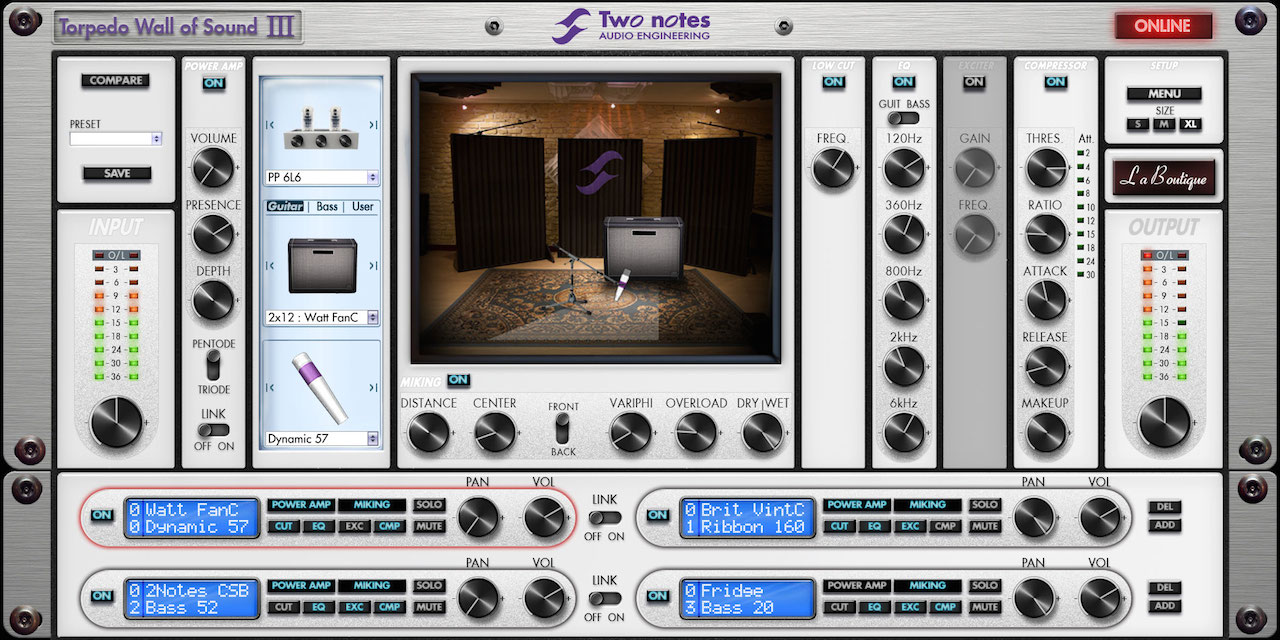
Plug-in Wall of Sound III

## Artistes Two notes
- Richard Zven Kruspe (Rammstein)
- Eero Heinonen (The Rasmus)
- Norbert Krief (Trust, Johnny Hallyday)
- Robin Le Mesurier (Rod Stewart), Johnny Hallyday
- Michel Aymé (Yannick Noah, Calogero, Julien Clerc, Natasha St-Pier, Pascal Obispo)
- Jeff Loomis (Nevermore)
- Buck Dharma (Blue Öyster Cult)
- Joseph Duplantier (Gojira)
- Jean-Michel Labadie (Gojira)
- Christian Andreu (Gojira)
- Dan Swanö
- Mino Cinelu
- Steve Stevens
- Ahrue Luster (Ill Niño, ex-membre de Machine Head)
- Hassan Hajdi (Ange (groupe))
- Julien « Djul » Lacharme (Alpha Blondy)
- Pontus Norgren (HammerFall)
- Marco Sfogli (James LaBrie)
- Per Nilsson (Scar Symmetry)
- Rob Heaney (Cirque du Soleil)
- Charly Sahona (Venturia)
- Elmer Ferrer (Zucchero)
- Ola Englund (The Haunted)
- Chris Ketley (The Rakes)
- Frank Marino (Mahogany Rush)
- Bakithi Kumalo (Paul Simon)
- Shawter (Dagoba)
- Jonathan Devaux (Hord)
- Moerty Fooley (Hord)
- Kristen Schwartz (Hord)
- Fred Patte Brasseur (Wormfood)
- Jack Ruetsch (Karelia)
- GrimSkunk
- Yvan Guillevic (PYG)
- Alexandre Meddeb (Gravity)
- Mike Campese
- Mobo
- Christoph Jaeger
- Steve Stevens
- Renaud Louis-Servais
- Richard Roncarolo (Angher Incorporated)
- Stefan Schroff
- Chris Cesari (Heart Attack)
- K. Pádraig O’Kane
- Stelios Kalisperides
- Gogi Randhawa (Dear Enemy)
- Alejandro Benítez
- David Immerman
- Pancho Tomaselli (PHILM)
- Carlos Alvarez (Shadowdance)
- Jurandir Santana
- Ryan « Fluff » Bruce
- Tad Hillin
- Jesse Black Liu (Chthonic)
- Claudio Pietronik
- Ridho Alhadi (Aftercoma)
- LastResortal
- Keith Merrow
- Benny Bats (Visceral Bleeding)
- Vigour
- Damian Erskine
- Antonio Cantisano
- James Hamer
- Andrea Martongelli (Arthemis)
- Ravenscry
- Dawn of Anguish
- Sven Horlemann
- Derek Williams (Jake Owen Band)
- Robby Emerson (Jake Owen Band)
- Jean-Christophe Guillard (Beyond the Pain)
- Marcus « Rooky » Forstbauer
- Steven Segarra (Wedingoth)
- NOEIN
- Vargotah
- Tristan Klein
- Giovanni Vindigni
- Dominic Cifarelli
- Alain Arcidiacono (Idensity)
- Don Byczynski (BOTA Studio)
- Sylvestre Etienne
- Germain Aubert (Fluxious)
- Brett Caldas Lima (Kalisia, Tower Studio))
- Cyril Tarquiny
- Didier Chesneau
- Gowy
- Roman Haider (LOOPS)
- Nicolas Notarianni
- Brice Delage
- Kenny Serane

## Récompenses
Le Torpedo VB-101 a été récompensé au Best of NAMM Award 2010.
Le Torpedo Live a reçu le WIHO Award décerné par le magazine en ligne MusicPlayers.

## Vidéos

### Preamp Pedal
- Vidéo de démonstration du preamp LeLead par Kenny Serane et Thibault Akrich, réalisée par MonsieurMind [25]
- Vidéo de démonstration du preamp LeCrunch par Kenny Serane et Thibault Akrich, réalisée par MonsieurMind [26]
- Vidéo de démonstration du preamp LeClean par Kenny Serane et Thibault Akrich, réalisée par MonsieurMind [27]
- Vidéo de démonstration du preamp LeBass par Kenny Serane et Thibault Akrich, réalisée par MonsieurMind [28]

### Torpedo VB-101
- Steve Forward - Ingénieur du son (Paul McCartney, Ray Charles) - Vidéo de démonstration du Torpedo VB-101[29]
- Frank Marino (Mahogany Rush) - Vidéo de démonstration du Torpedo VB-101[30]

### Torpedo Live
- Marco Sfogli - Guitariste de James Labrie, interprète le titre Agony à la guitare avec un Torpedo Live[31]
- Marco Sfogli - Guitariste de James Labrie, interprète le titre Letting Go à la guitare avec un Torpedo Live[32]
- Brett Caldas Lima - Tower Studio - Vidéo de démonstration du Torpedo Live[33]
- Keith Merrow - Vidéo de démonstration du Torpedo Live[34]
- Ola Englund - Guitariste de The Haunted - Vidéo de démonstration du Torpedo Live[35]
- Kristen Schwartz, Moerty Fooley et Jonathan Devaux - Hord - Vidéo de démonstration du Torpedo Live[36]

### Torpedo C.A.B.
- Pete Thorn (qui accompagne notamment Mylène Farmer) - Vidéo de démonstration du Torpedo C.A.B[37].
- Ola Englund - Guitariste de The Haunted-  Vidéo de démonstration du Torpedo C.A.B[38].
- Renaud Louis-Servais - Vidéo de démonstration du Torpedo C.A.B[39].